# MCHR1
MCHR1 (англ. Melanin concentrating hormone receptor 1) – білок, який кодується однойменним геном, розташованим у людей на короткому плечі 22-ї хромосоми. Довжина поліпептидного ланцюга білка становить 422 амінокислот, а молекулярна маса — 45 963.
| 10         |  | 20         |  | 30         |  | 40         |  | 50         |
| ---------- |  | ---------- |  | ---------- |  | ---------- |  | ---------- |
| MSVGAMKKGV |  | GRAVGLGGGS |  | GCQATEEDPL |  | PNCGACAPGQ |  | GGRRWRLPQP |
| AWVEGSSARL |  | WEQATGTGWM |  | DLEASLLPTG |  | PNASNTSDGP |  | DNLTSAGSPP |
| RTGSISYINI |  | IMPSVFGTIC |  | LLGIIGNSTV |  | IFAVVKKSKL |  | HWCNNVPDIF |
| IINLSVVDLL |  | FLLGMPFMIH |  | QLMGNGVWHF |  | GETMCTLITA |  | MDANSQFTST |
| YILTAMAIDR |  | YLATVHPISS |  | TKFRKPSVAT |  | LVICLLWALS |  | FISITPVWLY |
| ARLIPFPGGA |  | VGCGIRLPNP |  | DTDLYWFTLY |  | QFFLAFALPF |  | VVITAAYVRI |
| LQRMTSSVAP |  | ASQRSIRLRT |  | KRVTRTAIAI |  | CLVFFVCWAP |  | YYVLQLTQLS |
| ISRPTLTFVY |  | LYNAAISLGY |  | ANSCLNPFVY |  | IVLCETFRKR |  | LVLSVKPAAQ |
| GQLRAVSNAQ |  | TADEERTESK |  | GT         |  |            |  |            |

A: Аланін

C: Цистеїн

D: Аспарагінова кислота

E: Глутамінова кислота

F: Фенілаланін

G: Гліцин

H: Гістидин

I: Ізолейцин

K: Лізин

L: Лейцин

M: Метіонін

N: Аспарагін

P: Пролін

Q: Глутамін

R: Аргінін

S: Серин

T: Треонін

V: Валін

W: Триптофан

Кодований геном білок за функціями належить до рецепторів, g-білокспряжених рецепторів, білків внутрішньоклітинного сигналінгу. 
Локалізований у клітинній мембрані, мембрані.